# Септимия Октавила
Вижте пояснителната страница за други личности с името Септимия.
Септимия Октавила (на латински: Septimia Octavilla; Septimia Otacilla) е по-малка сестра на римския император Септимий Север (упр. 146 – 211).
Тя произлиза от плебейския род Септимии от Лептис Магна в Северна Африка.
Дъщеря е на Публий Септимий Гета и Фулвия Пия. Сестра е на Луций Септимий Север (император 146 – 211) и Публий Септимий Гета (консул 203 г.). Тя носи името на баба си по майчина линия Плавция Октавила, дъщеря на Луций Плавций Октавиан и Аквилия Блезила.